# Jonas Fjeld
Terje Lillegård Jensen, más conocido como Jonas Fjeld (Bodø, Noruega, 24 de septiembre de 1952), es un cantante, compositor y músico noruego, conocido a nivel internacional por su participación en un trío musical formado con Rick Danko y Eric Andersen. Fjeld también grabó tres discos con el grupo estadounidense de bluegrass Chatham County Line. 

## Biografía
Fjeld tomó su nombre artístico del protagonista de una serie de novelas escritas por Øvre Richter Frich. Aunque nació en Bodø, Noruega, su familia se trasladó a Drammen durante su infancia. Su primer contrato discográfico fue con Jonas Fjeld Rock 'n' Rolf Band, una banda cómica que incluyó a Herodes Falsk, en 1972. Poco después, al escuchar el disco de Eric Andersen Blue River, pasó a tocar folk acústico. Su primer álbum en solitario, Take Two Aspirins and Call Me in the Morning, fue publicado en 1975. 
Fjeld conoció a Rick Danko a través de Andersen en 1990. Danko, Fjeld y Anderson comenzaron a ofrecer conciertos en septiembre de 1990 y grabaron el epónimo Danko/Fjeld/Andersen en Noruega en 1991. El álbum incluyó una versión bilingüe de Engler i sneen (Angels in the Snow), así como dos canciones coescritas por Fjeld, «When Morning Comes to America» y «Blue Hotel».
En 2005, Fjeld conoció a Chatham County Line y les invitó a Noruega para ofrecer varios conciertos. Fjeld y Chatham County Line han salido de gira juntos y han grabado dos álbumes, ambos discos de oro en Noruega. Fjeld ha recibido cuatro Spellemannprisen, premio noruego equivalente al Grammy.

## Discografía
Jonas Fjeld Rock 'n' Rolf Band
- Jonas Fjeld Rock 'n' Rolf Band (1973)
- Pans Fløyte (1974)
- The Best of Jonas Fjeld Rock'n'Rolf Band (1974)
- Endelig (Uff, ikke nå igjen) (1976)

Jonas Fjeld Band
- Tennessee Tapes (1977)
- Back in the USA (1978)
- Make up (1979)
- Neck n' Neck (1984)
- Time and Motion (1985)

Jonas Fjeld
- Take Two Aspirins and Call Me in the Morning (1975)
- Jonas Fjeld's beste (1977)
- Living for the Weekend (1983)
- Neonlys på Wergeland (con Ingrid Bjoner y Ola B. Johannessen)
- Etterlatte sanger (con Sidsel Endresen)
- Svært nok for meg (1990)
- Texas Jensen (1992)
- Nerven i min sang (1994)
- Beste (1999)
- Voice on the Water (2000)
- Tidevann (2001)
- 50 fra før - 1973-83 (2002)
- Mårrakvist (2006)
- Den gamle veien (2009) (con Henning Kvitnes)
- Hjemmeseier (2011)
- De beste - 60 år i livet, 40 år på veien (2012)

Danko Fjeld Andersen
- Danko/Fjeld/Andersen (1991)
- Ridin' on the Blinds (1993)
- One More Shot (2001)

with Chatham County Line
- Amerikabesøk (2007)
- Brother of Song (2009)
- Western Harmonies (2013)

To Rustne Herrer
- To rustne herrer (1996)
- Damebesøk (1997)
- Tolv rustne strenger (2002)

Bratland/Fjeld/Saugestad/Larsen
- Hank Williams på Norsk (1995)